# The Hong Kong Massacre
The Hong Kong Massacre là tựa game bắn súng góc nhìn từ trên xuống do Vreski phát triển và phát hành cho Microsoft Windows và PlayStation 4 vào tháng 1 năm 2019 và cho Nintendo Switch vào tháng 12 năm 2020. Đây là trò chơi đầu tiên do studio phát triển. Lấy bối cảnh ở Hồng Kông thập niên 1990, game theo chân một cựu thám tử cảnh sát khi anh ta bắt đầu trả thù thích đáng Hội Tam Hoàng vì cái chết của đồng nghiệp mình.

## Lối chơi
Lấy cảm hứng từ những bộ phim hành động kinh điển như của Ngô Vũ Sâm cũng như các tựa game khác như Hotline Miami và Max Payne, The Hong Kong Massacre thuộc thể loại bắn súng góc nhìn từ trên xuống mà nhân vật của người chơi sẽ chết khi bị bắn chỉ một lần duy nhất. Để cân bằng, trò chơi có một số khả năng đặc biệt, chẳng hạn như hệ thống chuyển động chậm, bổ nhào/né tránh khiến người chơi trở nên bất khả chiến bại trong một khoảng thời gian ngắn cũng như nâng cấp vũ khí.
Câu chuyện trong game được kể lại thông qua một loạt các đoạn hội thoại và đoạn phim cắt cảnh, với mỗi màn trong số 35 màn chơi đóng vai trò hồi tưởng. Khi bắt đầu vào mỗi màn chơi, người chơi có thể chọn trang bị một trong bốn loại súng có sẵn: súng lục, súng trường, SMG hoặc shotgun. Sau đó, người chơi phải bước chân vào màn chơi và tiêu diệt tất cả kẻ địch bên trong để chuyển sang màn chơi tiếp theo. Nhìn bề ngoài, trò chơi gợi nhớ đến các bộ phim hành động Hồng Kông, bao gồm các địa điểm như tòa nhà đổ nát, nhà bếp, ngõ sau, mái nhà và nhà hàng bỏ hoang.

## Đón nhận
Theo trang tổng hợp kết quả đánh giá Metacritic, The Hong Kong Massacre nhận được "các bài đánh giá trái chiều hoặc trung bình".Mặc dù game được khen ngợi vì những pha hành động gay cấn và mô phỏng theo những bộ phim hành động kinh điển, nhưng lại bị chỉ trích vì lối chơi và thử thách thiếu đa dạng và nhanh chóng trở nên lặp đi lặp lại.